# Hrvoje Ćustić
Hrvoje Ćustić (Zadar, 21. listopada 1983. – Zadar, 3. travnja 2008.), bivši hrvatski nogometaš, član NK Zadar. Preminuo je 3. travnja 2008. godine u zadarskoj bolnici, od teških ozljeda zadobivenih tijekom utakmice NK Zadar – HNK Cibalia koja se igrala 29. ožujka 2008.

## Karijera
Bio je talentirani nogometaš, igrao je na poziciji lijevog bočnog, ali u vremenu kada je Zadar vodio Stanko Mršić, igrao je u napadu zajedno sa Želimirom Terkešom. Prošao je i sve selekcije hrvatske mlade reprezentacije. Osim za Zadar, dvije godine je igrao i za NK Zagreb, a mjesec dana je proveo u Međimurju, da bi se nakon kratke avanture vratio u rodni Zadar.

## Smrt
Na prvenstvenoj utakmici protiv Cibalije, 29. ožujka 2008., Hrvoje je u dvoboju s mladim Tomislavom Jurićem, zaradio udarcem u betonski zid nagnječenje mozga i frakturu lubanje. Hitno je operiran iste večeri u zadarskoj bolnici. Stanje se pogoršalo 2. travnja navečer, praćeno povišenom temperaturom, te je nastupila moždana smrt. Klinička smrt službeno je proglašena 3. travnja u 11:51.